# Vitamin C

Vitamin C

Colleen Ann Fitzpatrick (nascida dia 20 de Julho de 1972) é uma cantora e atriz americana, mais conhecida como "Vitamin C". As suas canções conhecidas são "Smile" (1999) e "Graduation (Friends Forever)" (2000).

## Filmografia

### Filmes
- Hairspray (1988)
- The Naked Gun 2½: The Smell of Fear (1991)
- The Mambo Kings (1992)
- Crinoline Head (1995)
- Higher Learning (1995)
- Just Cause (1995)
- High School High (1996)
- St. Patrick's Day (1997)
- The Haven (2000)
- Da Hip Hop Witch (2000)
- Dracula 2000 (2000)
- Get Over It (2001)
- Scary Movie 2 (2001) (voice only)
- Rock Star (2001)
- My X-Girlfriend's Wedding Reception (2001)
- Happy Is Not Hard to Be (2005)

### TV
- Your Mama Don't Dance (2008)
- The WB's Superstar USA (2004)
- Celebrity Bootcamp (2002)
- Sabrina, the Teenage Witch (2002)
- The Amanda Show
- MADTv